# ATS 100
Chronologie des modèles (1963)
Aucun ATS D-F
La ATS 100 est une monoplace de Formule 1 engagée par l'écurie italienne Automobili Turismo e Sport pour la saison 1963. Elle est pilotée par l'Américain Phil Hill et l'Italien Giancarlo Baghetti.

## Historique

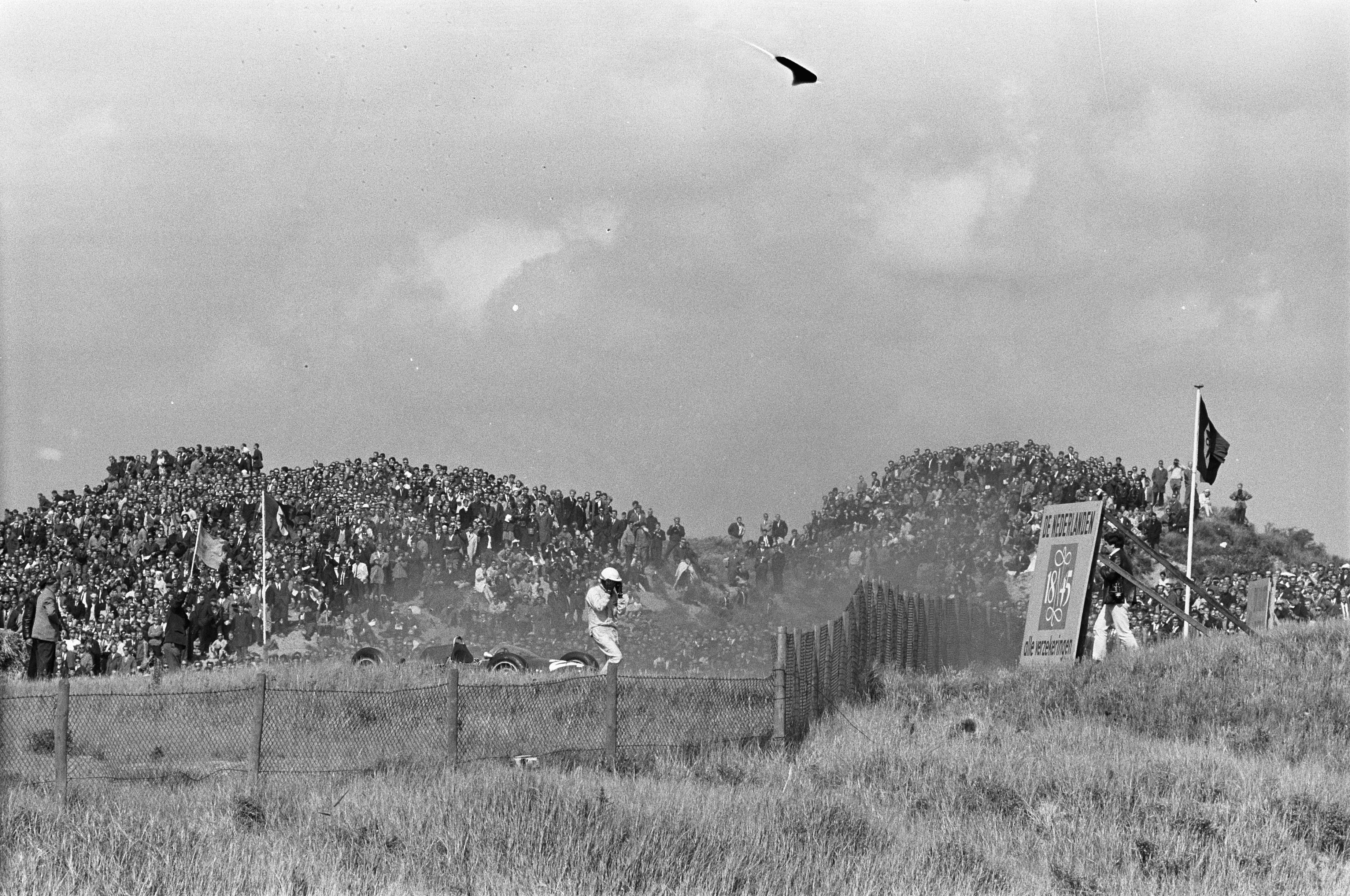
Phil Hill lors du GP des Pays-Bas, il abandonne à cause du mauvais fonctionnement du distributeur.

À la fin du championnat du monde de Formule 1 1961, Phil Hill remporte le titre de champion du monde et son écurie, la Scuderia Ferrari, le championnat constructeurs. Cependant, à la surprise générale, Carlo Chiti, Phil Hill et Romolo Tavoni grandes figures de Scuderia décident de fonder leur propre écurie non contents de la gestion d'Enzo Ferrari.
Les voitures devaient être prêtes pour le Grand Prix automobile de Monaco 1963 mais les débuts sont reportés au Grand Prix de Belgique où Hill se qualifie dix-septième, derrière Lucien Bianchi sur sa Lola Mk4 et devant Carel Godin de Beaufort sur Porsche 718. Baghetti se qualifie dernier, à presque huit secondes de Tony Settember sur Scirocco-Powell et à 39 secondes de la pole position de Graham Hill sur BRM P57. Aucune des voitures ne voit à l'arrivée à cause de problèmes de transmission pour Hill et de boîte de vitesses pour Baghetti.
Au Grand Prix suivant, aux Pays-Bas, Hill se qualifie treizième derrière Chris Amon sur Lola Mk4A et devant Dan Gurney sur Brabham BT7. Ce dernier est également devant Baghetti, quinzième, qui fait cependant mieux que Gerhard Mitter sur Porsche 718. Une fois de plus, la mécanique a raison des ATS qui ne rallient pas l'arrivée.
L'écurie, qui décide de ne pas participer aux trois Grands Prix suivants (France, Grande-Bretagne et Allemagne), est de retour en Italie où Hill se qualifie quatorzième derrière Tony Maggs sur Cooper T66 et devant Amon sur Lola. Baghetti est qualifié d'office. Fait unique dans la saison, les ATS terminent la course ; Hill est onzième avec sept tours de retard, derrière Mike Hailwood et devant Bob Anderson, tous deux sur Lola. Baghetti termine quinzième avec vingt-trois tours de retard, devant Graham Hill sur BRM et derrière Lorenzo Bandini sur Ferrari.
Aux États-Unis, Hill part quinzième devant Jim Hall et derrière Joseph Siffert tous deux sur Lotus 24. Baghetti part quant à lui vingtième devant Peter Broeker sur Stebro Mk IV et derrière Godin de Beaufort sur Porsche. Ils ne terminent pas la course à cause de problèmes techniques. Enfin, au Mexique, Hill part dix-septième devant Godin de Beaufort et derrière Hap Sharp sur Lotus. Baghetti part dernier, Pedro Rodriguez ayant réalisé un meilleur temps aux qualifications avec sa Lotus 25. L'écurie renonce alors à se rendre au dernier Grand Prix de la saison, en Afrique du Sud.

## Résultats en championnat du monde de Formule 1
| Saison | Écurie                     | Moteur                            | Pneumatiques | Pilotes            | Courses | Courses | Courses | Courses | Courses | Courses | Courses | Courses | Courses | Courses | Points inscrits | Classement |
| Saison | Écurie                     | Moteur                            | Pneumatiques | Pilotes            | 1       | 2       | 3       | 4       | 5       | 6       | 7       | 8       | 9       | 10      | Points inscrits | Classement |
| ------ | -------------------------- | --------------------------------- | ------------ | ------------------ | ------- | ------- | ------- | ------- | ------- | ------- | ------- | ------- | ------- | ------- | --------------- | ---------- |
| 1963   | Automobili Turismo e Sport | Automobili Turismo e Sport 100 V8 | Dunlop       |                    | MON     | BEL     | P-B     | FRA     | GBR     | ALL     | ITA     | USA     | MEX     | AFS     | 0               | Non classé |
| 1963   | Automobili Turismo e Sport | Automobili Turismo e Sport 100 V8 | Dunlop       | Phil Hill          | Forf    | Abd.    | Abd.    | Forf    | Forf    | Forf    | 15e     | Abd.    | Abd.    |         | 0               | Non classé |
| 1963   | Automobili Turismo e Sport | Automobili Turismo e Sport 100 V8 | Dunlop       | Giancarlo Baghetti | Forf    | Abd.    | Abd.    | Forf    | Forf    | Forf    | 11e     | Abd.    | Abd.    |         | 0               | Non classé |

Légende : ici 